# Arthur Lewis (político)
Arthur Lewis (22 de abril de 1882 – 11 de abril de 1975) foi um político australiano. Nascido em Melbourne, ele não recebeu educação formal e foi criado num orfanato. Ele tornou-se um trabalhador rural e foi secretário do ramo vitoriano da Carters and Drivers Union.
Em 1929, ele foi eleito para a Câmara dos Representantes da Austrália como membro trabalhista de Corio. Ele apoiou publicamente a proibição do álcool, afirmando que "lamentava que não fosse possível para todo o Partido Trabalhista apoiar a proibição". Ele foi derrotado em 1931.
Depois de deixar a política federal, Lewis trabalhou como escrivão na Queensland Prohibition League. Ele fez tentativas infrutíferas de pré-seleção trabalhista para as eleições federais de 1934, eleições do estado vitoriano de 1937 e eleições federais de 1940. Lewis morreu em 1975.